# Philyra (geslacht)
Philyra is een geslacht van kreeftachtigen uit de klasse van de Malacostraca (hogere kreeftachtigen).

## Soorten
- Philyra adamsii Bell, 1855
- Philyra alcocki Kemp, 1915
- Philyra angularis Rathbun, 1924
- Philyra bicornis Rahayu & Ng, 2003
- Philyra cancella (Herbst, 1783)
- Philyra concinnus Ghani & Tirmizi, 1995
- Philyra corallicola Alcock, 1896
- Philyra fuliginosa Targioni-Tozzetti, 1877
- Philyra globus (Fabricius, 1775)
- Philyra granigera Nobili, 1905
- Philyra granulosa Ihle, 1918
- Philyra iriomotensis Sakai, 1983
- Philyra kanekoi Sakai, 1934
- Philyra macrophthalma Bell, 1855
- Philyra malefactrix (Kemp, 1915)
- Philyra marginata A. Milne-Edwards, 1873
- Philyra misagoana Sakai, 1937
- Philyra nishihirai Takeda & Nakasone, 1991
- Philyra olivacea Rathbun, 1909
- Philyra orbicularis (Bell, 1855)
- Philyra porcellanea (Herbst, 1783)
- Philyra rectangularis Miers, 1884
- Philyra rudis Miers, 1884
- Philyra sagittifera (Alcock, 1896)
- Philyra samia Galil, 2009
- Philyra scabra (Dai, Yang, Song & Chen, 1984)
- Philyra scabriuscula (Fabricius, 1798)
- Philyra sexangula Alcock, 1896
- Philyra syndactyla Ortmann, 1892
- Philyra taekoae Takeda, 1972
- Philyra unidentata Stimpson, 1858
- Philyra zhoushanensis Chen & Sun, 2002